# Digama sagittata
Digama sagittata là một loài bướm đêm thuộc họ Erebidae. Nó được tìm thấy ở Comoros.

## Phụ loài
- Digama sagittata sagittata
- Digama sagittata angasijensis (Comoros)
- Digama sagittata duberneti (Comoros)
- Digama sagittata toulgoeti (Comoros)